# L'Homme qui trompait la mort
Pour plus de détails, voir Fiche technique et Distribution.
L'Homme qui trompait la mort ou L'Homme qui faisait des miracles (The Man Who Could Cheat Death) est un film fantastique britannique réalisé par Terence Fisher, sorti en 1959. Il est inédit dans les salles françaises.

## Synopsis
À Paris en 1890, le Dr Georges Bonnet, médecin et sculpteur amateur, met brusquement fin à un défilé de mode qu'il organise chez lui. Il cache un secret car bien qu'il semble avoir la trentaine, il a en fait 104 ans et a conservé sa jeunesse et sa vitalité grâce à la greffe des glandes parathyroïdes tous les 10 ans. Le professeur Ludwig Weiss de Vienne, co-découvreur de ce procédé anti-âge, arrive avec trois semaines de retard chez Georges pour effectuer la dernière greffe. En conséquence, Georges doit boire un élixir vert fumant toutes les six heures pour rester jeune, bien que l'élixir ne lui donne que quatre semaines sans greffe. Lorsque le dernier mannequin de Georges, Margo Philippe, rencontre Georges en train de boire le liquide, il la frappe. Lorsque Ludwig, 89 ans, arrive enfin, il révèle qu'il ne pourra pas opérer Georges car un accident vasculaire cérébral a rendu sa main droite invalide. Ludwig charge Georges de trouver un autre chirurgien.
L'inspecteur de la Surété LeGris commence à enquêter sur la disparition de Margo et arrive à un dîner organisé par Georges pour Janine Du Bois, une ancienne amante, et le Dr Pierre Gerrard. Georges nie savoir où se trouve Margo et, lorsque LeGris demande à voir le buste de Margo, lui dit qu'il l'a accidentellement détruit ce matin-là. LeGris part et Georges avoue à ses invités surpris qu'il a menti, car la police endommagerait probablement le buste s'il le leur remettait. Secrètement, Ludwig convainc Pierre d'effectuer la chirurgie de transplantation, affirmant que Georges est mortellement malade et a un besoin urgent de traitement.
Après le départ de Janine et Pierre, Ludwig dit à Georges que Pierre va opérer. Cependant, Ludwig s'est méfié de Georges et dit qu'il est étrange que ce soit le troisième des modèles de George qui ait disparu au moment de ses greffes. Ludwig découvre que la glande parathyroïde la plus récente provient d'une personne vivante, au lieu d'être « revitalisée » à partir d'un cadavre. Lorsque Ludwig confronte Georges que ses actions sont injustifiées, George rétorque qu'il a revitalisé quatre glandes de cadavres mais qu'ils sont tous morts parce que Ludwig était en retard, ajoutant à la haine de Georges d'être seul au monde. Ludwig détruit l'élixir pour empêcher Georges de continuer ; Georges étrangle Ludwig à mort.
Pierre arrive le lendemain matin pour effectuer l'opération, mais Georges lui apprend que Ludwig a été rappelé à Vienne de manière inattendue. Pierre refuse de continuer et propose à Georges de trouver un autre chirurgien. Georges rend visite à d'autres chirurgiens à Paris en vain. Pendant ce temps, LeGris raconte à Pierre les disparitions de trois jeunes femmes à 10 ans d'intervalle — à Londres, San Francisco et Berne, Suisse — et que chacune a modelé pour un sculpteur qui était aussi médecin mais a disparu en même temps que les modèles. Margo étant également portée disparue, LeGris pense que Georges est responsable de toutes les disparitions, mais Pierre doute de lui, car cela placerait le suspect dans la soixantaine.
Georges emmène Janine dans un cellier qui contient ses sculptures et lui montre fièrement la première figurine qu'il a faite quand il était garçon à l'âge de 12 ans. La figurine est datée de 1798. Janine dit en riant que la date doit être incorrecte car si ce n'était pas le cas, Georges aurait 104 ans. Georges part brusquement, enfermant Janine dans le cellier. Il se rend ensuite chez Pierre et lui dit que lui et Ludwig ont découvert le secret de la « vie perpétuelle » des décennies plus tôt, mais il ne peut pas révéler le secret au monde car si tout le monde pouvait vivre éternellement, paradoxalement, tout le monde finirait par mourir sans un nouvel approvisionnement en nouvelles glandes parathyroïdes. Pierre, à nouveau, refuse d'effectuer la greffe mais cède quand Georges menace la vie de Janine. Janine trouve une Margo mentalement folle emprisonnée dans la réserve.
Cette nuit-là, Pierre simule l'opération en faisant l'incision à la taille de Georges mais sans transplanter la glande. Georges se précipite vers le cellier tandis que Pierre et LeGris le suivent. Georges dit à Janine que la même opération lui permettra de vivre éternellement, toujours jeune et belle et amoureuse à ses côtés. Elle refuse. Soudain, Georges vieillit rapidement et s'aperçoit que Pierre n'a pas opéré. Alors qu'il s'exclame qu'il est en train de mourir, Margo lui lance une lampe à huile, mettant le feu au cellier. Pierre et LeGris sauvent Janine alors que Georges et Margo meurent dans les flammes dévorantes.

## Fiche technique
- Titre : L'Homme qui trompait la mort
- Titre original : The Man Who Could Cheat Death
- Titre alternatif : L'Homme qui faisait des miracles
- Réalisation :	Terence Fisher
- Assistant-réalisateur : John Peverall
- Scénario :  Jimmy Sangster, d'après la pièce The Man in Half Moon Street de Barré Lyndon
- Photographie :  Jack Asher
- Montage : James Needs, John Dunsford
- Musique :  Richard Rodney Bennett
- Direction artistique : Bernard Robinson
- Directeur de production : Don Weeks
- Costumes : Molly Arbuthnot
- Cadreur : Len Harris
- Son :  Jock May
- Script : Shirley Barnes
- Producteur : Anthony Hinds
- Producteur associé : Anthony Nelson Keys
- Producteur exécutif : Michael Carreras
- Société de production :  Hammer Film Productions
- Société de distribution :  Paramount Pictures
- Pays d'origine :   Royaume-Uni
- Langue :  Anglais
- Tournage : du 17 novembre 1958 au 30 décembre 1958 aux Bray Studios, situés à Bray, près de Maidenhead, dans le Berkshire
- Format : Couleur (Technicolor) — 35 mm — 1,66:1 — Son : Mono (RCA Sound Recording)
- Genre : Film dramatique, Film de science-fiction, Film fantastique, Film d'horreur
- Durée : 83 minutes
- Dates de sortie :
  -  Royaume-Uni : 30 novembre 1959
  -  Allemagne de l'Ouest : 10 juin 1960

## Distribution
- Anton Diffring : le docteur Georges Bonner
- Hazel Court : Janine Dubois
- Christopher Lee : le docteur Pierre Gerard
- Arnold Marlé : le docteur Ludwig Weisz
- Delphi Lawrence : Margo Philippe
- Francis De Wolff : l'inspecteur Legris
- Gerda Larsen : une fille de rue
- Middleton Woods : le petit homme
- Michael Ripper : l'employé de la morgue
- Denis Shaw : le client du pub
- Ian Hewitson : Roger
- Frederick Rawlings : le valet de pied
- Marie Burke : une femme
- Charles Lloyd-Pack : un homme
- John Harrison : le serviteur
- Lockwood West : le premier médecin
- Ronald Adam : le second médecin (non crédité)
- Barry Shawzin : le troisième médecin

## Analyse
Adapté d'une œuvre théâtrale de Barré Lyndon qui inspira déjà le film de 1945 The Man in Half Moon Street, L'Homme qui trompait la mort n'est pas sans témoigner d'un certain statisme dû à son abondance de dialogues. Contrairement à ses très libres adaptations de Frankenstein et de Dracula précédemment sorties, le scénariste Jimmy Sangster ne s'est guère éloigné de la pièce d'origine. La mise en scène de Terence Fisher repose donc essentiellement sur le travail de sa photo (en l'occurrence, le technicolor), ainsi que sur sa distribution, à qui revient tout le soin d'insuffler du rythme au récit.
À ce propos, dans un rôle pourtant tout désigné pour Peter Cushing, l'acteur allemand Anton Diffring agrémente son incarnation du cynique Dr Bonnet de l'attitude désinvolte du charmeur. Christopher Lee, à qui, dans ces années-là, on confiait plus volontiers des seconds rôles, interprète — une fois n'est pas coutume — le personnage plus sympathique de Pierre. Aux prises avec un douloureux dilemme, ce dernier détiendra le pouvoir de déterminer la suite des événements et, par là même, de mettre fin aux méfaits du dangereux docteur.